# Prima guerra Zhili-Fengtian
La prima guerra Zhili–Fengtian (第一次直奉戰爭T, zh第一次直奉战争S, Dìyīcì Zhífèng ZhànzhēngP) fu un conflitto del 1922 tra la Repubblica di Cina, nel periodo dei signori della guerra, e le cricche Zhili e Fengtian per il controllo di Pechino. La guerra portò alla sconfitta della cricca del Fengtian e alla caduta del suo capo, Zhang Zuolin, dal governo della coalizione Zhili-Fengtian a Pechino. Wu Peifu venne accreditato come stratega dopo la vittoria degli Zhili.

## Preludio
Avendo preso insieme Pechino nel 1920, le cricche Fengtian e Zhili controllavano il governo nominale della Cina. Presto iniziarono delle tensioni tra le due cricche nel loro governo di coalizione. Nel 1922 la cricca del Fengtian sostituì il primo ministro Jin Yunpeng con Liang Shiyi senza ottenere il consenso preliminare del suo alleato, la cricca di Zhili. Mentre gli Zhili avevano il sostegno degli inglesi e degli americani, il capo del Fengtian era sostenuto dal Giappone. Il governo giapponese, un tempo, aveva sostenuto il nemico (la cricca di Anhui), ma aveva cambiato posizione subito dopo il cambio di potere. Il 25 dicembre 1921 venne costituito un gabinetto sotto la guida di Liang Shiyi con un forte sostegno di Zhang Zuolin, dopo di che il nuovo governo concesse immediatamente l'amnistia a sei ex membri del gabinetto della cricca di Anhui. La cricca di Zhili si oppose fermamente al piano, ma fu esautorata.
Il conflitto si intensificò ulteriormente quando il nuovo governo si rifiutò di stanziare circa 3 milioni di dollari per spese militari precedentemente promessi alla cricca di Zhili. Di conseguenza, Wu Peifu e altri membri della cricca costrinsero Liang Shiyi a dimettersi il 25 gennaio 1922. Con il crollo del gabinetto filo-Fengtian, che era caduto solo un mese dopo la sua formazione, Zhang Zuolin minacciò di risolvere il conflitto con la forza. Le truppe furono schierate il 10 aprile 1922, anche se Wu Peifu e la sua cricca di Zhili non denunciarono formalmente il loro avversario fino al 25 aprile 1922.

## Forze
L'esercito Zhili disponeva di circa 100 000 uomini, mentre i Fengtian ne avevano circa 120 000.
Il comandante in capo degli Zhili e comandante del fronte occidentale era Wu Peifu, mentre quello del fronte centrale e di quello orientale erano Wang Chengbin (王承斌) e Zhang Guorong (张国熔), rispettivamente. Zhang Fulai (张富来) era il vice comandante in capo del fronte orientale. Zhang Zuolin era il comandante in capo dei Fengtian e comandante del fronte orientale. il suo vice era Sun Liechen (孙烈臣). Il comandante del fronte occidentale Zhang Jinghui. Sotto di lui c'erano tre scaglioni al comando di Bao Deshan (鲍德山), Zhang Xueliang e Li Jinglin (李景林).

## Strategie
In una ripetizione della precedente Guerra Zhili-Anhui, l'esercito Fengtian doveva attaccare l'esercito Zhili su due fronti, est e ovest. Il quartier generale dell'esercito Fengtian era a Junliangcheng, che era anche il quartier generale dell'esercito Fengtian del fronte orientale. Il comandante in capo dell'esercito Fengtian, Zhang Zuolin, guidò personalmente il fronte orientale e il 29 aprile 1922 raggiunse il suo quartier generale e ordinò immediatamente l'attacco. Zhang Jinghui fu nominato comandante in capo del fronte occidentale Fengtian, che era diviso in tre scaglioni. Il quartier generale del fronte occidentale dell'esercito Fengtian era a Changxindian (长 辛店), e quello in occidente aveva il compito di attaccare direttamente il quartier generale dell'esercito Zhili a Baoding.
L'esercito Zhili era dispiegato su tre fronti. Le forze di Wu Peifu, capeggiate dalla III Divisione a ovest, avevano il quartier generale nella regione del fiume Liulihe (琉璃河). Quelle di Wang Chengbin (王承斌) erano con la XXIII Divisione a Gu'an (固安) e quelle di Zhang Guorong (张国熔), con la XXVI Divisione si trovavano ad oriente di Dacheng (大城), successivamente rinforzate dalla XXIV Divisione di Zhang Fulai (张富来). Wu Peifu era il comandante in capo delle forze Zhili.

## Fronte occidentale
Le truppe Fengtian furono schierate il 10 aprile 1922. Dopo la guerra scoppiata il 29 aprile, l'esercito Zhili, sul fronte orientale, fu respinto a Renqiu e Hejian (河 间). Le forze occidentali Zhili non fecero alcun progresso sotto il pesante bombardamento dell'esercito Fengtian. Il 30 aprile, Wu Peifu si recò personalmente in prima linea per ordinare il bombardamento pesante del fronte Fengtian, mentre la sua forza principale aggirava la retroguardia del nemico. Mentre le truppe Zhili lanciavano un attacco a sorpresa, il 4 maggio, la XVI divisione dell'esercito Fengtian (composta da ex-truppe Zhili comandate da Feng Guozhang) disertò a favore di Wu Peifu. La I divisione temporanea dell'Organizzazione Fengtian fu costretta a ritirarsi da Fengtai, e la sua difesa crollò sul fronte occidentale. Fu solo quando la I divisione dell'esercito Fengtian fu schierata in un contrattacco che l'avanzata Zhili fu controllata e il Changxindian (长 辛店) fu riconquistato.
Questa controffensiva di successo della cricca del Fengtian fu, tuttavia, di breve durata. Wu Peifu cambiò tattica fingendo un ritiro e attirando l'avanzata dell'esercito Fengtian in un'imboscata. Mentre le ignare truppe Fengtian avanzavano, si distesero troppo. Cogliendo l'opportunità, le truppe Zhili affiancarono il nemico e ottennero la vittoria. Questa volta la vittoria fu completa; le rimanenti truppe Fengtian del fronte occidentale furono completamente annientate e l'esercito Zhili rivolse la sua attenzione verso est.

## Fronte orientale
L'esercito Fengtian sul fronte orientale fu inizialmente vittorioso, con le forze Zhili aggrappate ad una disperata azione di retroguardia. Tuttavia, mentre la notizia della loro sconfitta ad ovest raggiunse il primo scaglione dell'esercito Fengtian, il comandante della brigata Bao Deshan (鲍德 山) si rifiutò di continuare ad attaccare il nemico e lasciò il suo fianco pericolosamente esposto. In pericolo di essere diviso in due tronconi, Zhang Zuolin ordinò un ritiro generale per evitare l'annientamento totale. Il secondo scaglione Fengtian, sotto il comando di suo figlio Zhang Xueliang, era la crema dell'esercito Fengtian e divenne il bersaglio principale dell'attacco Zhili. Dopo aver ottenuto la completa vittoria in Occidente, Wu Peifu ridistribuì le sue truppe (la III e la XXVI Divisione) e diresse personalmente il loro attacco contro l'unità di Zhang Xueliang. Sebbene Zhang Xueliang respingesse con successo l'attacco del nemico con lievi perdite, alla fine fu costretto a guidare un ritiro organizzato, abbandonando il terreno.
Il terzo scaglione dell'esercito del Fengtian, sul fronte orientale, era sotto il comando di Li Jinglin (李景林), e inizialmente riuscì a battere gli attacchi a Yaoma (Yaomadu, 姚 马 渡). Pur facendo prigionieri oltre 1000 uomini del nemico, i rapporti sulla sconfitta occidentale fecero crollare il morale delle truppe. Approfittando della situazione, le forze Zhili rinnovarono gli attacchi al quartier generale del terzo scaglione di Machang (马 厂), riuscendo a uccidere e far prigionieri oltre 7000 uomini dell'esercito Fengtian, costringendolo a rinunciare a Yangliuqing (杨柳青). Le forze del terzo scaglione si ritirarono a Beicang (北 仓). Mentre si preparavano a organizzare una difesa a Junliangcheng, le truppe Fengtian si imbatterono in circa 20 000 rinforzi Zhili, che erano arrivati in treno. Le truppe Fengtian furono sconfitte e i sopravvissuti costretti a ritirarsi a Luanzhou.
A quel punto fu ovvio che la cricca del Fengtian era stata sonoramente sconfitta e il 5 maggio, la XXIII divisione dell'esercito Zhili - sotto il comando di Wang Chengbin (王承斌) - entrò a Tianjin. Le forze del Fengtian subirono la perdita di oltre 20 000 uomini, 10 000 diserzioni e 40 000 soldati arresi o fatti prigionieri dalla cricca di Zhili.

## Conclusione
A quel tempo i missionari britannici convinsero la cricca Zhili che il console britannico a Luanzhou poteva mediare un trattato di pace per porre fine alle ostilità. Il console britannico suggerì uno schema generale a Zhang Zuolin, per cui avrebbe ritirato tutte le truppe dalla regione all'interno del distretto di Shanhaiguan e le forze Zhili avrebbero smesso di dare loro la caccia. Il 18 giugno rappresentanti di entrambe le parti firmarono il trattato di pace a bordo di una nave da guerra britannica ancorata al largo di Qinhuangdao, accettando le linee guida generali suggerite dal console britannico. Successivamente Shanhaiguan divenne il confine tra le due cricche, ponendo fine alla prima guerra Zhili-Fengtian con una clamorosa vittoria degli Zhili. La cricca del Fengtian si ritirò in Manciuria, mentre gli eserciti Zhili guidati da Wu Peifu presero il controllo del governo centrale a Pechino. La cricca Zhili di Wu governò solo su Pechino fino al colpo di stato di Pechino del 1924.